# Baojun RS-3
Baojun RS-3 – samochód osobowy typu crossover klasy subkompaktowej produkowany pod chińską marką Baojun w latach 2019–2022.

## Historia i opis modelu

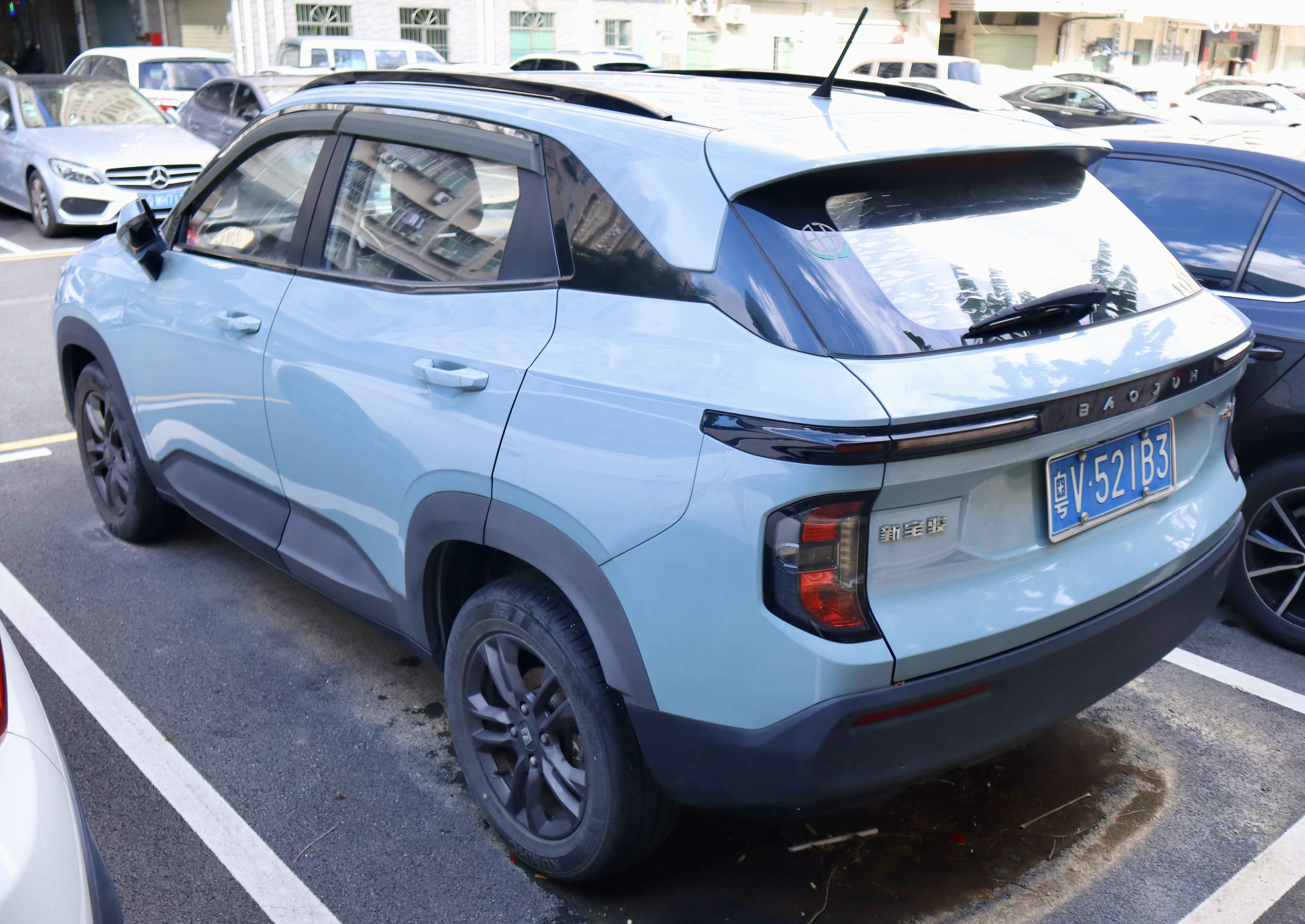
Baojun RS-3 - tył

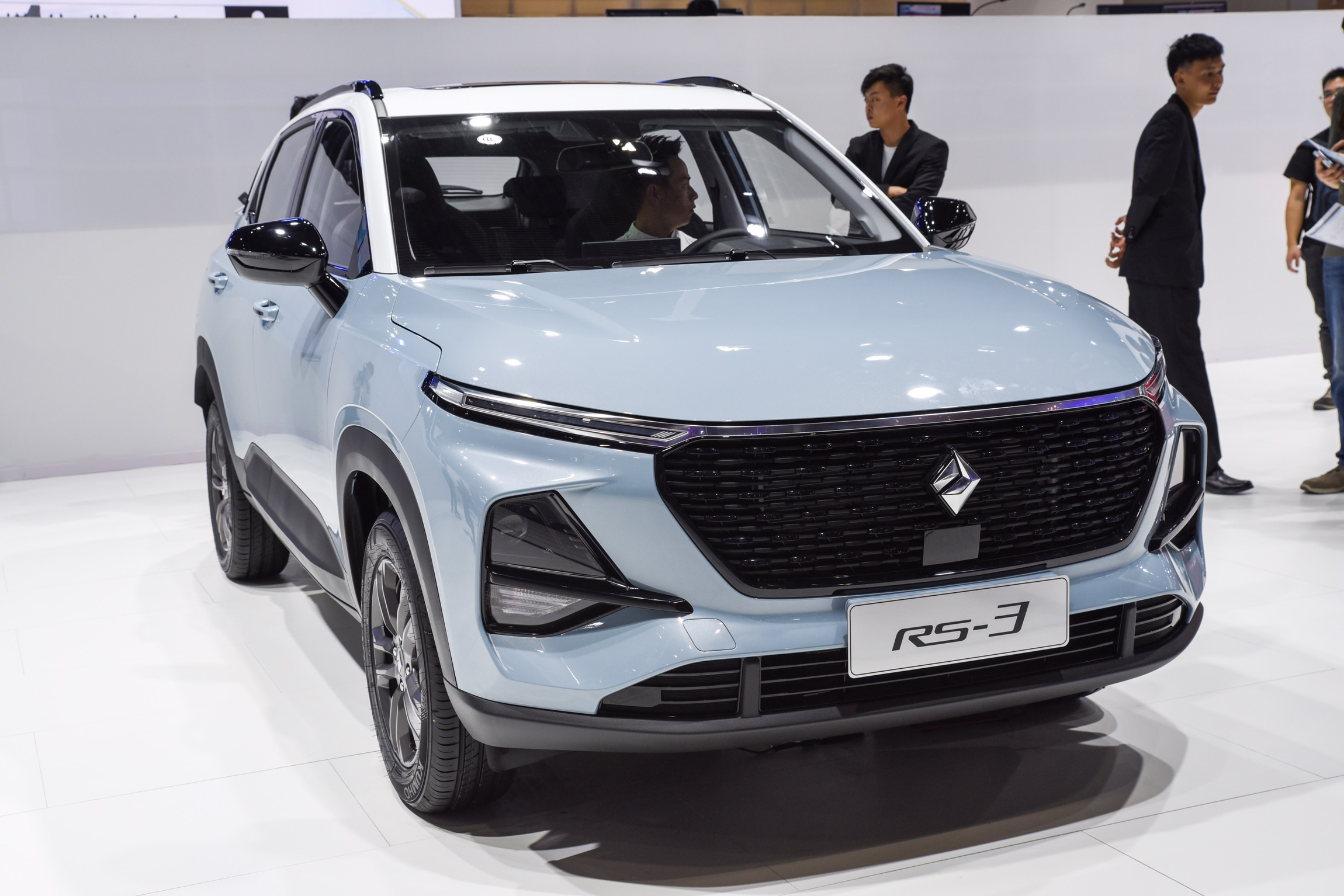
Baojun RS-3 podczas premiery

Miejski crossover Baojun RS-3 został zaprezentowany jesienią 2019 roku jako kolejny model chińskiej marki joint-venture SAIC-GM-Wuling opracowany w ramach nowej estetyki Interstellar Geometry, upodabniając się do przedstawionych w poprzedzających miesiącach modeli RS-5 czy RM-6.
Pod kątem wizualnym samochód zyskał awangardową stylizację z dwubarwnym malowaniem nadwozia, rozległą sześciokątną atrapą chłodnicy, a także dwupoziomowym oświetleniem zarówno w przedniej, jak i tylnej części nadwozia. W dotychczasowej ofercie modelowej Baojuna model RS-3 zastąpił dotychczasowego, budżetowego crossovera 510, pozostając z nim jednak w równoległej sprzedaży do momentu wygaszenia na rzecz nowocześniejszego modelu bratniej marki Wuling.
Gamę jednostek napędowych utworzył 1,5-litrowy silnik benzynowy o mocy 103 KM, działając w połączeniu z 6-biegową przekładnią manualną lub bezstopniową skrzynią typu CVT. 

### Sprzedaż
Baojun RS-3 został skonstruowany wyłącznie z myślą o wewnętrznym rynku chińskim. Jego sprzedaż rozpoczęła się w listopadzie 2019 roku, plasując się w ofercie jako jeden z najtańszych nowych crossoverów na świecie z ceną 71 800 juanów chińskich (równowartość ok. 43 tys. złotych). Samochód zdobył dużą popularność rynkową, w ciągu pierwszego pełnego rynku obecności w sprzedaży trafiając do ponad 66 tysięcy nabywców. Popyt w kolejnych 3 latach jednak szybko zmalał, czyniąc dalszą produkcję nieopłacalną i kończąc ją w 2022 roku.

### Silnik
- R4 1.5l 103 KM